# Ранчо-Санта-Фе (Каліфорнія)
Ранчо-Санта-Фе (англ. Rancho Santa Fe) — переписна місцевість (CDP) в США, в окрузі Сан-Дієго штату Каліфорнія. Населення — 3156 осіб (2020).

## Географія
Ранчо-Санта-Фе розташоване за координатами 33°1′25″ пн. ш. 117°12′2″ зх. д. / 33.02361° пн. ш. 117.20056° зх. д. (33.023596, -117.200632).  За даними Бюро перепису населення США в 2010 році переписна місцевість мала площу 17,58 км², з яких 17,39 км² — суходіл та 0,19 км² — водойми.

## Демографія
Згідно з переписом 2010 року, у переписній місцевості мешкало 3117 осіб у 1195 домогосподарствах у складі 943 родин. Густота населення становила 177 осіб/км².  Було 1391 помешкання (79/км²).
Расовий склад населення:
| - 93,4 % — білих - 2,8 % — азіатів - 0,3 % — чорних або афроамериканців - 0,1 % — вихідців з тихоокеанських островів - 1,4 % — осіб інших рас |

До двох чи більше рас належало 1,9 %. Частка іспаномовних становила 5,6 % від усіх жителів.
За віковим діапазоном населення розподілялося таким чином: 23,2 % — особи молодші 18 років, 53,0 % — особи у віці 18—64 років, 23,8 % — особи у віці 65 років та старші. Медіана віку мешканця становила 51,3 року. На 100 осіб жіночої статі у переписній місцевості припадало 96,4 чоловіків;  на 100 жінок у віці від 18 років та старших — 93,5 чоловіків також старших 18 років.
Середній дохід на одне домашнє господарство  становив 197 029 доларів США (медіана — 111 250), а середній дохід на одну сім'ю — 217 633 долари (медіана — 153 403). Медіана доходів становила 134 013 долари для чоловіків та 98 618 доларів для жінок. За межею бідності перебувало 11,9 % осіб, у тому числі 18,2 % дітей у віці до 18 років та 3,4 % осіб у віці 65 років та старших.
Цивільне працевлаштоване населення становило 1064 особи. Основні галузі зайнятості: науковці, спеціалісти, менеджери — 25,7 %, мистецтво, розваги та відпочинок — 15,2 %, виробництво — 12,4 %, фінанси, страхування та нерухомість — 12,4 %.